# 道の駅和
道の駅和（みちのえき なごみ）は、京都府船井郡京丹波町坂原にある国道27号の道の駅である。

## 概要
和知バイパス開通と同時に、旧和知町が特産館「和」を設置するとともに建設省近畿地方建設局（当時、現在の国土交通省近畿地方整備局）がiセンターを設置した。
建物裏口から、由良川河川敷へ降りることができるようになっている。2013年（平成25年）の年間利用者数は875,009人。

## 施設
- 駐車場
  - 普通車：88台[3]
  - 大型車：5台[3]
  - 身障者用：2台[3]
- トイレ
  - 男性：大・小17
  - 女性：10
  - 身障者用：4
- 案内所・情報センター（9:00 - 18:00）
  - 伝統芸能常設館 - 情報センターに併設。伝統芸能が定期公演される[5]。
- 和キッチン（フードコート：11:00 - 17:00、喫茶：9:00 - 17:00）[3]
- おみやげショップ（売店、夏季 8:30 - 18:30・冬季 8:30 - 18:00）[3]
- 鮎ガーデン（夏季のみ、営業期間など詳細は公式サイトを参照）
- 野菜市（農産物直売所、8:30 - 18:00）
- 多目的大広間 (2階)
- イベント広場

### 管理団体
- 設置者：京丹波町
- 指定管理者：一般財団法人和知ふるさと振興センター[6]

## 休館日
- 毎週火曜日（祝日の場合は翌日、その他臨時休館あり）[3]

## アクセス
- 国道27号 - 登録路線

自動車
- E9 京都縦貫自動車道 京丹波わちICより約6分。

公共交通機関
- 西日本旅客鉄道（JR西日本）山陰本線 和知駅より京丹波町営バス「道の駅和線」で「道の駅 和」下車（年末年始を除く平日・土曜日の運行）[7]、または和知駅より徒歩約20分。

## 周辺
- 由良川[2]
- ウッディパルわち
- わち山野草の森